# Euphyia obductata
Euphyia obductata är en fjärilsart som beskrevs av Heinrich Benno Möschler 1860. Euphyia obductata ingår i släktet Euphyia och familjen mätare. Inga underarter finns listade i Catalogue of Life.